# Nacionalisme extremeny

Bandera nacionalista estremenya.

El Nacionalismu estremeñu es un moviment polític poc desenvolupat a Extremadura.
A la comunitat autònoma d'Extremadura han existit intents de crear moviments que anessin més enllà del típic regionalisme extremeny que no han prosperat. Avui no existeixen moviments plenament nacionalistes extremenys organitzats ni partits nacionalistes registrats. No obstant això, el PREx de Coalición Extremeña (PREx-CREx) va donar el 2007 un gir en el qual reconeix el caràcter de nació per Extremadura encara que sense canviar la seva línia regionalista cap a un possible nacionalisme extremeny.
Els més propers a aquestes tendències solen tenir sovint unes postures més reivindicatives cap a l'idioma extremeny que els regionalistes.
Com a anècdota cal destacar que el 1999 es va inscriure al registre de partits polítics el "Bloc Nacionalista Extremeny", que cert moviment d'extrema esquerra d'àmbit extremeny en els anys 80, el BPEX, va tenir relacions amb altres moviments sobiranistes o independentistes d'esquerra d'altres zones i que el 1986 el Bloque Extremeñista Revolucionario ocupava l'alcaldia de Majadas de Tiétar.
Segons les enquestes, els extremenys estan entre els que se senten més identificats amb Espanya o fins i tot al capdavant en aquest aspecte, mentre que, a la pregunta de com se'n senten d'orgullosos de pertànyer a Extremadura, els resultats també estan entre els més alts. A la pregunta en la qual es posen en comparació els sentiments extremeny i espanyol, els resultats no són molt diferents dels d'altres comunitats com Aragó. En una enquesta de CEPS-multiprofessional, l'any 2005 el 4,2% dels extremenys enquestats va afirmar sentir-se "només extremeny", Sota de tot s'esmenten els resultats referits al sentiment espanyol i extremeny entre els extremenys.] mentre que en les enquestes del CIS la xifra ha oscil·lat entre el 0,6% i el 3%.